# Ніва (Пулавський повіт)
Ніва (пол. Niwa) — село в Польщі, у гміні Баранів Пулавського повіту Люблінського воєводства.
Населення — 121 особа (2011).
У 1975-1998 роках село належало до Люблінського воєводства.

## Демографія
Демографічна структура станом на 31 березня 2011 року:
|          | Загалом | Допрацездатний вік | Працездатний вік | Постпрацездатний вік |
| -------- | ------- | ------------------ | ---------------- | -------------------- |
| Чоловіки | 53      | 10                 | 31               | 12                   |
| Жінки    | 68      | 15                 | 30               | 23                   |
| Разом    | 121     | 25                 | 61               | 35                   |